# F. Andrieu
François Andrieu, (verjetno) francoski skladatelj, pozno 14. stoletje.
O tem skladatelju je zelo malo znanega. Skomponiral je elegijo ob smrti Guillauma de Machauta (1377) in štiriglasno ballato Armes amours / O flour des flours, ki jo vsebuje kodeks Chantilly.
Obstaja možnost, da se je imenoval tudi Magister Franciscus, glede na dve drugi baladi, ki sta nastali v istem času, vendar je ta povezava lahko le domneva v smislu komponističnega sloga. 
Njegovo glasbo uvrščamo v obdobje ars nove.